# Arthur Herrdin
Olof Arthur Herrdin (* 26. November 1918 in Lillhärdal; † 20. Juli 1995 in Iggesund) war ein schwedischer Skilangläufer.
Herrdin wurde im Jahr 1947 Zweiter im 50-km-Lauf beim Holmenkollen Skifestival. Bei den Olympischen Winterspielen 1948 in St. Moritz startete er im Lauf über 50 km, welchen er vorzeitig beendete. Im März 1950 gewann er bei den Lahti Ski Games den 50-km-Lauf. Ein Jahr zuvor wurde er bei diesem Lauf Dritter. Bei den Olympischen Winterspielen 1952 in Oslo errang er den 13. Platz über 50 km.